# Żwiranka
Żwiranka – dawniej wieś i zaścianek. Obecnie część agromiasteczka Bildziugi na Białorusi, w obwodzie witebskim, w rejonie szarkowszczyńskim, w sielsowiecie Bildziugi.

## Historia
W czasach zaborów w gminie Nowy Pohost, w powiecie dzisieńskim, w guberni wileńskiej Imperium Rosyjskiego.
W latach 1921–1945 wieś i zaścianek leżały w Polsce, w województwie wileńskim, w powiecie dziśnieńskim (od 1926 w powiecie brasławskim) w gminie Nowy Pohost.
Według Powszechnego Spisu Ludności z 1921 roku zamieszkiwało:
- wieś – 34 osoby, wszystkie były wyznania rzymskokatolickiego i zadeklarowały białoruską przynależność narodową. Było tu 8 budynków mieszkalnych[4]. W 1931 w 8 domach zamieszkiwało 41 osób[5].
- zaścianek – 4 osoby, wszystkie były wyznania rzymskokatolickiego i zadeklarowały białoruską przynależność narodową. Był tu 1 budynek mieszkalny[4]. W 1931 w 2 domach zamieszkiwało 8 osób[5].

Wierni należeli do parafii rzymskokatolickiej i prawosławnej w Nowym Pohoście. Miejscowość podlegała pod Sąd Grodzki w Drui i Okręgowy w Wilnie; właściwy urząd pocztowy mieścił się w Nowym Pohoście.
W wyniku napaści ZSRR na Polskę we wrześniu 1939 miejscowość znalazła się pod okupacją sowiecką. 2 listopada została włączona do Białoruskiej SRR. Od czerwca 1941 roku pod okupacją niemiecką. W 1944 miejscowość została ponownie zajęta przez wojska sowieckie i włączona do Białoruskiej SRR.
Od 1991 w składzie niepodległej Białorusi.